# Mała Sewastianiwka
Mała Sewastianiwka (ukr. Мала Севастянівка) – wieś na Ukrainie, w obwodzie czerkaskim, w rejonie humańskim, w hromadzie Chrystyniwka. W 2001 liczyła 365 mieszkańców, spośród których 360 wskazało jako ojczysty język ukraiński, a 5 rosyjski.